# エスタディオ・ブリガディエル・ヘネラル・エスタニスラオ・ロペス
エスタディオ・ブリガディエル・ヘネラル・エスタニスラオ・ロペス（スペイン語：Estadio Brigadier General Estanislao López）は、アルゼンチンのサンタフェにあるサッカースタジアム（英語ではBrigadier General Estanislao López Stadiumという）。プロクラブ、CAコロンの本拠地である。愛称は「象の墓場」（El Cementerio de Los Elefantes、英語：The Elephants Cemetery）。

## 概要
出典
CAコロンが、このスタジアムでさまざまな強豪チームを倒したことから、「象の墓場」という愛称がついた。
1964年5月10日、ペレが所属し インターコンチネンタルカップ2回優勝を誇り 34試合無敗の記録を持つ 強豪サントスFC（ブラジル）と対戦し、CAコロンは 2対1で勝利した。
1967年にはCAペニャロール（ウルグアイ）に勝利。さらに、ミジョナリオスFC（コロンビア）、クルブ・オリンピア（パラグアイ）、クルブ・ウニベルシダ・デ・チレ（チリ）、アリアンサ・リマ（ペルー）、アトレチコ・ミネイロ（ブラジル）に対して勝利するなど、1960年代には このスタジアムで43連勝という記録を誇った。
2011年のコパ・アメリカの会場の1つとして使用した。
2023年現在、30,835人の観客を収容可能。

## 沿革
出典
1939年、CAコロンはスタジアムを建設するために土地を取得。1946年7月9日にオープンし、ボカ・ジュニアーズとの親善試合に10,000人の観客が集まった。
1947年12月7日、元女優で大統領夫人となったエバ・ペロン（愛称：エビータ）が観戦のためにスタジアムを訪れたが、彼女の過密スケジュールに合わせたため、試合開始時刻が予定より1時間遅れ、日没により後半戦ができなくなった。
1948年、CAコロンがアルゼンチンサッカー協会に加盟した。それを支援した大統領夫人エバ・ペロンにちなんで、スタジアムは「エスタディオ・エバ・ペロン（Estadio Eva Perón）」と名付けられた。 
エバ・ペロンは、政府からの補助金を通じ、CAコロンへの資金援助を続け、1949年4月2日には照明が設置された。1950年にスタジアムに隣接する土地を取得し、スタンドの拡張を行った。さらに1952年、西側にセメントを使った観客席1,000人分のスタンドが完成し、収容人数は20,000人に増え、当時のサンタフェ市内では最大の収容人数のスタジアムとなった。
1955年、ペロン政権下のアルゼンチン財政破綻などを背景に、軍部によるクーデターが発生。ペロン大統領は追放され、大統領夫人の名前をスタジアムで使用することも禁止された。
1958年、スタジアムは現在の「エスタディオ・ブリガディエル・ヘネラル・エスタニスラオ・ロペス（Estadio Brigadier General Estanislao López）」に改められた。 General Estanislao López（Estanislao López 将軍）は、1818年から1838年までサンタフェ州を統治した人物。
2008年、スタジアム内にLEDスコアボードを設置した。
2009年、アルゼンチンで開催されるコパ・アメリカ2011の会場の1つとして使われることが決まり、同年、改修・拡張の工事が行われた。
2024年9月、ザ・ラグビーチャンピオンシップ2024の会場の1つとして使用。

## 主なスポーツイベント
2024年8月31日現在。

### サッカー
- コパ・アメリカ2011 - 4試合

### ラグビー
- ワールドラグビーU20チャンピオンシップ 2010年大会[11] - 9試合
- テストマッチ - 1985, 2007, 2016, 2017
- ザ・ラグビーチャンピオンシップ2024 - 1試合[12]